# Утківка (зупинний пункт)
Уткі́вка — залізничний пасажирський зупинний пункт Харківської дирекції Південної залізниці.
Розташований у смт Утківка, Харківський район, Харківської області на лінії Мерефа — Красноград між станціями Мерефа (4 км) та Ордівка (6 км).
Станом на травень 2019 року щодоби 12 пар приміських електропоїздів здійснюють перевезення за маршрутом Харків-Пасажирський — Красноград.